# Gazeta Powiatowa
Gazeta Powiatowa. Dolny Śląsk - regionalny dwutygodnik społeczno-polityczny wydawany od 1999 w południowo-zachodniej części województwa dolnośląskiego. Ukazuje się w następujących miastach: Zgorzelec, Bolesławiec, Jelenia Góra, Lubań Śląski.

## Dzienniki regionalne
- Zgorzelec - echo dnia
- Bolesławiec - echo dnia
- Jelenia Góra - echo dnia
- Lubań - echo dnia